# Wiktor Fjodorowitsch Semenjuk

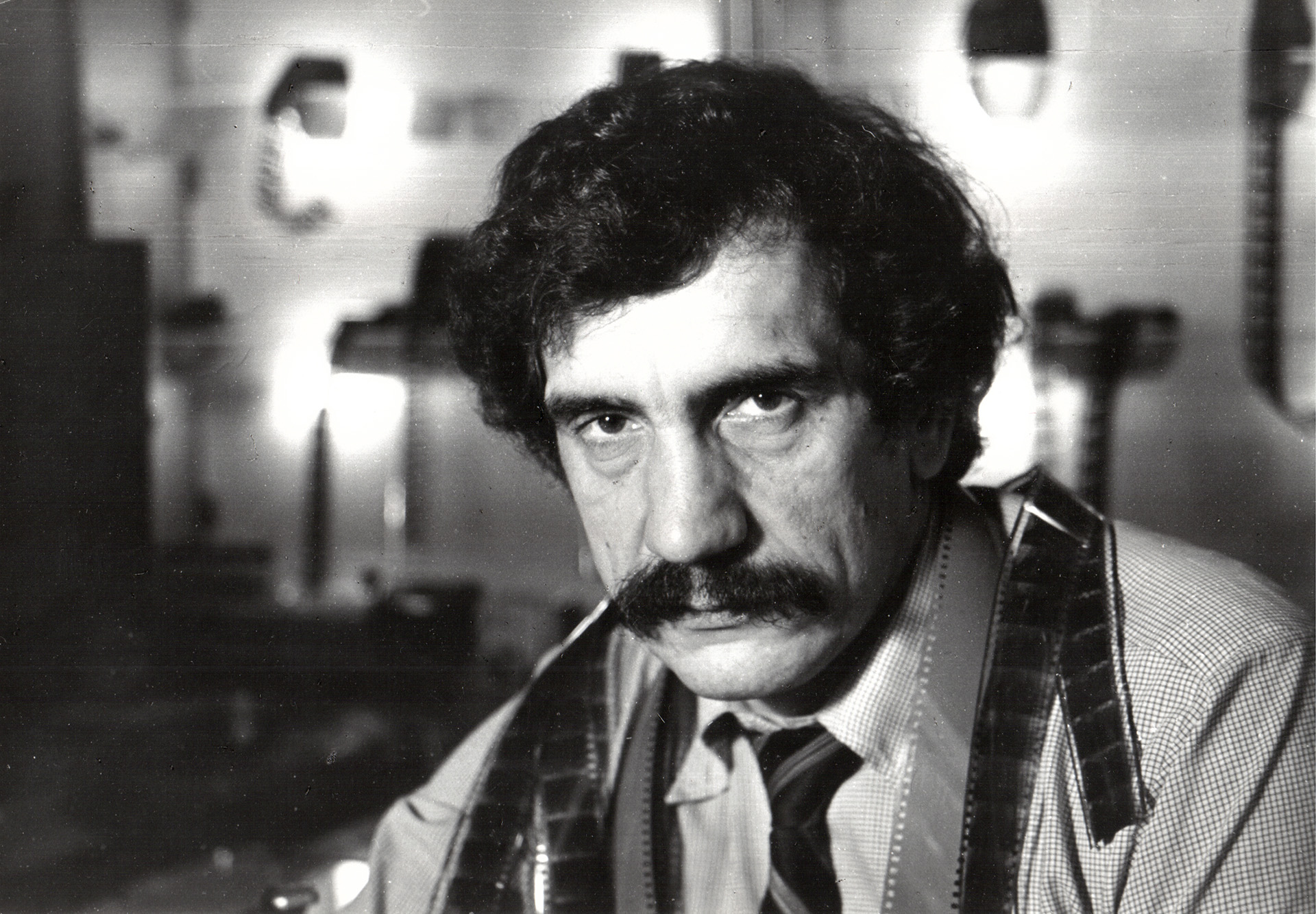
Wiktor Fjodorowitsch Semenjuk

Wiktor Fjodorowitsch Semenjuk (russisch Виктор Фёдорович Семенюк; * 29. November 1940 in Wladiwostok, Russische SFSR, Sowjetunion; † 23. Oktober 2014, Sankt-Petersburg) war ein russischer Dokumentarfilmregisseur und erster Leiter der Sektion Regie am Staatlichen Institut für Film und Fernsehen Sankt Petersburg.

## Leben
Wiktor Semenjuk absolvierte 1963 die philologische Fakultät der Nationalen W.-N.-Karasin-Universität Charkiw. Er studierte bis 1975 zuerst bei Michail Romm und später bei Leonid Kristi Filmregie am Gerassimow-Institut für Kinematographie in Moskau. Bereits seit 1973 arbeitete er am Leningrader Dokumentarfilmstudio. Er gilt als einer der Vertreter der Leningrader Dokumentarfilmschule. Viele seiner Filme waren staatliche Auftragsarbeiten. Die Umbenennung des Studios von Leningrader Wochenschaustudio (Ленинградская студия кинохроники) in Leningrader Dokumentarfilmstudio (Ленинградская студия документальных фильмов) 1968 ging mit einer programmatischen Neuorientierung einher, die mit den bisherigen Darstellungskonventionen der Filmchronik brechen wollte. So nutzte Semenjuk in seinem Film Подъем 1983 beispielsweise das Gestaltungsmittel der Assoziationsmontage. Nur die im Kommentartext zwingend abgeforderten Informationen ließen solche Filme noch als staatlich verordnete Propaganda erkennen, weshalb der an der Entstehung von Подъем beteiligte Dokumentarfilmregisseur Wiktor Kossakowski empfiehlt, den Ton beim Anschauen versuchsweise auszuschalten.
Semenjuk interessierte der konkrete gefilmte Gegenstand nur insoweit, als dass er ihn für eine darüber hinaus reichende Erzählung nutzen konnte. Gegenüber der Journalistin Jelena Skulskaja von der Tageszeitung Sowjetskaja Estonia (Советская Эстония) sagte er über seinen Film Казенная дорога: „Wenn man mich also fragt: Wo hast du diesen Raum gefunden, wo diesen Waggon, antworte ich: nirgendwo. Die gibt es nicht. Natürlich gibt es sie, aber ganz anders, bis mein Kameramann hineingegangen ist. Dann wurden sie meine Welt, von mir erdacht und belebt.“ Aus einer nächtlichen Schlafwagenfahrt durch Industriegebiete, uniforme Vorstädte und verlassene Landschaften, Versatzstücken aus Gesprächen und entindividualisierten Körpern entsteht eine Allegorie auf die sowjetische Gesellschaft des Jahres 1988. Im gleichen Jahr schrieben Semenjuk und Dmitri Sidorow das Drehbuch zu Дым отечества. Auf der Grundlage von Aufnahmen des Kameramanns Wiktor Michaltschenko vom Brand der Bibliothek der Russischen Akademie der Wissenschaften in der Nacht vom 14. auf den 15. Februar 1988 entstand eine „Metapher der kulturellen Apokalypse“ (Andrei Schemjakin).
Ab 1989 war Semenjuk Leiter des Filmprogramms beim Festival Message to Man. 1998 übernahm er erstmals eine Meisterklasse am Staatlichen Institut für Film und Fernsehen Sankt Petersburg, der ältesten filmtechnischen Hochschule der Welt. 2001 rief Semenjuk das Filmfestival für studentische Filme Piterkit ins Leben, das seit 2013 auch studentische Filme aus aller Welt präsentiert. 2002 gründete er am Institut die Sektion Regie, der er bis zu seinem Tod 2014 vorstand.
Sein Grab befindet sich auf dem Sankt-Petersburger Nordfriedhof.

## Filmografie
- 1975: Разбег
- 1978: Считаю необходимым
- 1978: Уравнение с шестью известными
- 1980: Карпов играет с Карповым
- 1981: Час потехи
- 1982: Фронт
- 1983: Архангельск. Пятый век биографии
- 1983: Подъем
- 1984: Тайна брака
- 1985: Ярославский портрет
- 1986: Места обитания
- 1987: Фермеры
- 1988: Дым отечества
- 1988: Казенная дорога
- 1988: Предприниматели
- 1989: Зазеркалье
- 1990: Mea Culpa
- 1990: Воспоминание о блокаде
- 1992: Домъ Романовыхъ (in Zusammenarbeit mit Michail Litwiakow und Sergei Beliakow)

## Auszeichnungen
- Silbermedaille für Уравнение с шестью известными auf dem Festival für Sportfilme (фестиваль спортивного кино) in Leningrad[12]
- Dokumentarfilmpreis der Union der Filmschaffenden der UdSSR (Союз кинематографистов СССР) für Места обитания auf dem Festival Blauer Planet (Фестиваль голубая планета)[13][5]
- Preis für den besten dokumentarischen Kurzfilm für Казенная дорога auf dem Festival Cinéma du Réel in Paris[14]
- Spezialpreis für den Film Дом Романовыхъ auf dem Festival für russisch-orthodoxen Film (Фестиваь православного кино) in Moskau[15]